# Бартосик, Николай Григорьевич
Никола́й Григо́рьевич Барто́сик (5 апреля 1951, с. Полкивниче, Черкасская область — 2 марта 2023, Нью-Йорк) — советский, украинский и американский художник. Работал в области станковой живописи и монументального искусства. Член Национального союза художников Украины (1993), член Союза сценических художников Америки (1998)

## Биография
Родился 5 апреля 1951 года в селе Полкивниче Маньковского района Черкасской области на Украине.
В 1970 году окончил Киевский художественно-промышленный техникум (преподаватели: Н. К. Танишева, П. В. Дудчак, П. К. Полянский, В. Л. Панченко, В. И. Шляховой). В 1975 году окончил Харьковский художественно-промышленный институт (преподаватели: Д. Г. Сова, Л. И. Жуковская, Ю. И. Дьяченко, С. Ф. Беседин).
С 1995 года работал в США.
Скончался 2 марта 2023 года на 72-м году жизни в Нью-Йорке.

## Монументальные композиции
В 1976—1995 годах работал на Киевском комбинате монументально-декоративного художественного объединения «Художник», где в соавторстве с художником Э. И. Котковым (который был и профессиональным учителем) выполнил объемно-пространственные композиции:
- «Пробуждение» и «Пусть всегда будет солнце» — скульптуры из железа и бетона покрыты мозаикой (1981, Кузнецовск, Ровненская обл.). Архитектор проекта — Ю. Ф. Худяков.
- «Метеорит» — объемно-пространственная композиция-скульптура высотой до 15 м из железа и бетона покрыта мозаикой из смальты, мрамора и специально изготовленного «модуля» из нержавеющей стали (1983, Днепропетровск) архитекторы проекта: Ю. Ф. Худяков, B. М. Судоргин.
- Станция метро «Лыбедская» — объемно-пространственная композиция световой линии из латунных элементов проходящей по всей длине станции и заканчивается центральным панно в торце станции выполненного из латуни, мрамора, латунных звезд и ламп освещения. Также дизайн освещения на посадочной платформе и двери на путевой стене выполнены из латуни. Станция была открыта 30 декабря 1984 года; архитекторы В. И. Ежов, А. С. Крушинский, Т. А. Целиковская при участии А. М. Панченко.
- «У истоков» — скульптурная композиция из кованой меди и бетона (1986, Киев, жилой массив Вигуровщина-Троещина) архитекторы проекта: Н. И. Кислый, Г. З. Гуренков.

- Станция метро «Лыбедская», центральный зал
- Станция метро «Лыбедская», композиция у торце центрального зала
- Станция метро «Лыбедская», посадочная платформа
- Станция метро «Лыбедская», дверца на путевой стене

## Станковая живопись

### Персональные выставки живописи
- 2011 — Tache Gallery, Нью-Йорк, США
- 1995 — «Искусство», Киев, Украина
- 1995 — Центральный планетарий, Киев, Украина
- 1994 — Центральная библиотека, Киев, Украина
- 1993 — «Искусство», Киев, Украина
- 1992 — «Искусство», Киев, Украина

### Основные групповые выставки
- 2011 — 12th Annual Williamsburg Salon Art Club Show, WAH Center, Нью-Йорк, США
- 2010 — 11th Annual Williamsburg Salon Art Club Show, WAH Center, Нью-Йорк, США
- 2009 — Ambienti Italia, Нью-Йорк, США
- 2007 — Ambienti Italia, Нью-Йорк, США
- 2000 — Terra Moretti Third Millennium International Sculpture Competition, Италия
- 1996 — Украинское Посольство в Америке, Вашингтон, США
- 1996 — Институт Украины в Америке, Нью-Йорк, США
- 1996 — Выставка художников-монументалистов, Киев, Украина
- 1995 — Выставка украинских художников, Мюнхен
- 1995 — Дом Архитекторов, галерея «Славутич», Киев, Украина
- 1995 — Весенняя выставка в Доме художников, Киев, Украина
- 1995 — Осенняя выставка в Доме художников, Киев, Украина
- 1994 — «Бог Любви» в галерее «Славутич», Киев, Украина
- 1994 — 20 украинских художников в галерее «Славутич», Киев, Украина
- 1991 — Impreza-91, интернациональная выставка, Ивано-Франковск, Украина
- 1991 — «Единство», 100 украинских художников мира к 100-летию украинских поселений в Канаде, Киев, Украина
- 1990 — «Взгляд», выставка современных украинских художников-монументалистов, Киев, Украина
- 1989 — Impreza-91, интернациональная выставка, Ивано-Франковск, Украина
- 1988 — Выставка современных украинских художников-монументалистов, которая состоялась в следующих странах: Югославия, Чехословакия, Венгрия, Польша, Германия
- 1988 — «Разговор Через Века», выставка посвящена 1000-летию Христианства на Руси, Киев, Украина
- 1987 — «Взгляд», выставка современных украинских художников-монументалистов, Киев, Украина

## Издания
Работы опубликованы в изданиях:
- «Художники України», творчо-біографічний альбом-довідник, Вип. 4 (Київ, 2006)  (укр.)
- The Sculpture Reference (USA, 2005)  (англ.)
- Енциклопедія сучасної України (Київ, 2003)  (укр.)
- Художники Києва. Вип. 1 (Київ, 2000)  (укр.)
- Encyclopedia of Living Artists (USA, 1999)  (англ.)
- New Art International (USA, 1998)  (англ.)
- Монументально-декоративне мистецтво в архітектурі України (Україна, 1988)  (укр.)